# Reuven Ramaty High Energy Solar Spectroscopic Imager
Der Reuven Ramaty High Energy Solar Spectroscopic Imager (RHESSI) (auch Explorer 81) ist ein ehemaliges Weltraumteleskop der NASA mit Beteiligung anderer amerikanischer und schweizerischer Institute. Es diente zur Sonnenbeobachtung im Röntgen- und Gammabereich. In dieser energiereichen elektromagnetischen Strahlung wurden Sonnenkorona und Sonneneruptionen beobachtet und die physikalischen Mechanismen der Teilchenbeschleunigung in diesen Ereignissen (die Rekonnexion) untersucht.

## Zweck
RHESSI beobachtete die Sonne im Röntgen- und Gammabereich bei Energien von 3 keV bis 17 MeV. Durch ein System von Gitterkollimatoren in Verbindung mit der Rotation des drallstabilisierten Satelliten konnte die Sonne mit einer Auflösung von je nach Energiebereich 2 bis 36 Bogensekunden untersucht werden. Die verwendeten gekühlten Halbleiterdetektoren haben eine Energieauflösung zwischen 1 keV bei niedrigen und 5 keV bei hohen Energien. Diese Kombination hoher räumlicher und spektraler Auflösung wurde in diesem Energiebereich bei RHESSI erstmals verwirklicht. Neben den Beobachtungen der Sonne untersuchte RHESSI auch Gammastrahlungspulse, die in Gewitterregionen auf der Erde erzeugt werden.

## Missionsverlauf
Der Start erfolgte am 5. Februar 2002 mit einer flugzeuggestützten Pegasus-Rakete. Das Trägerflugzeug vom Typ L-1011 hob um 19:29 UTC von der Cape Canaveral Air Force Station ab. Der Abwurf erfolgte um 20:58 in der Mayport Drop Zone vor der Küste Floridas bei 29° Nord, 78,5° West.
Der zuvor als High Energy Solar Spectroscopic Imager (HESSI) bekannte Satellit wurde am 29. März 2002 zu Ehren des Astrophysikers Reuven Ramaty umbenannt. Die ursprünglich geplante Lebensdauer war zwei Jahre. Aufgrund technischer Probleme endete die Mission am 1. Oktober 2018.
Der Wiedereintritt des ausgedienten Satelliten in die Erdatmosphäre war für die Nacht auf den 20. April 2023 angekündigt. In dieser Nacht löste ein ungewöhnlicher Lichtschweif am nächtlichen Horizont über Kiew Luftalarm in der ukrainischen Hauptstadt aus; kurz darauf teilte die Militärverwaltung der Stadt auf der Informationsplattform Telegram mit, dass „möglicherweise ein in die Erdatmosphäre eingetretener, ausgedienter NASA-Satellit für dieses Phänomen gesorgt“ hatte. Laut NASA fand der Wiedereintritt in die Atmosphäre über der Sahara statt.